# Sugartime
Sugartime är en sång som är skriven av Charlie Phillips och Odis Echols 1957. 
Låten är inspelad av bland andra Alma Cogan, och Johnny Cash gjorde en countryversion av den. Men den största hitversionen spelades in av The McGuire Sisters, som toppade Billboards singellista med den år 1958.
En cover på svenska med text av Eric Sandström har spelats in av både Alice Babs och Lily Berglund.